# 三块广告牌
是一部2017年英美合拍由马丁·麦克多纳执导和编剧，故事靈感來自真實故事的黑色犯罪劇情片。法蘭絲·麥杜雯、伍迪·哈里森、山姆·洛克威尔、艾比·寇尼許、约翰·霍克斯和彼特·丁拉基主演。該片於2017年9月入选第74届威尼斯影展主竞赛片，並赢得了最佳编剧奖。也入选同年多倫多影展且獲得最重要獎項「觀眾票選獎」（People's Choice Award）。由福斯探照灯影业发行於2017年11月10日在美国上映。获得第75届金球奖最佳剧情片、最佳女主角、最佳编剧和最佳男配角4个奖，第71届英国电影学院奖最佳影片、最佳英国电影、最佳女主角、最佳原创剧本和最佳男配角5个奖，以及第90届奥斯卡金像奖最佳女主角和最佳男配角奖。

## 剧情
身為單親媽媽的蜜兒芮德海斯在所居住的密蘇里艾比鎮外公路旁三塊看板上買廣告，向大眾傳媒控訴艾比鎮警署警長威洛比並未盡全力將兇手繩之於法。原來蜜兒芮德的女兒安琪拉慘遭姦殺，案發七個月後警方沒有取得任何進展。威洛比曾向蜜兒芮德解釋，經鑑定兇手留下的DNA後，沒有任何有犯罪紀錄的前科犯與之符合，加上事發時沒有任何相關目擊證人，令調查十分困難，但頑固的蜜兒芮德認為這些都只是警方辦案不力的藉口。
因威洛比警長頗受鎮民敬重，且患有末期癌症，所以廣告板招來鎮內不少人對蜜兒芮德的質疑與不滿。威洛比的下屬，生性衝動的狄克森警官更為自己敬重的上司遭遇感到憤怒。而蜜兒芮德的前夫，安琪拉的父親雖一樣面對喪女之痛，但卻完全不同意蜜兒芮德的做法。蜜兒芮德即使面對來自整座小鎮的責難壓力，依然堅持自己的做法。
威洛比警長不願意在生命末期躺在病床上拖累家人而飲彈自殺，造成整個小鎮都誤以為是威洛比是受不了廣告板的壓力而尋死。狄克森警官因威洛比警長的死大受打擊，向將看板租借給蜜兒芮德的廣告商老闆訴諸暴力，因此被新警長革職。但其實威洛比在死前暗中預付了海斯一個月看板租金，又留下三封遺書給妻子、海斯跟狄克森，向他們表達歉意也諄諄善誘。
後來蜜兒芮德發現看板廣告遭人燒毀，認定是鎮內警察所為，憤怒至極的她趁著黑夜以為警局內沒人時丟擲汽油彈縱火洩憤。豈料狄克森為免尷尬，趁半夜警局關門時才返回警局去取威洛比留給自己的遺書，他在讀完遺書後發憤圖強，誓要緝拿殺死安琪拉的兇手。面對將葬身火海的危機，狄克森奮不顧身地將安琪拉調查案卷宗搶救出來，目睹全部過程的蜜兒芮德後悔莫及。狄克森在醫院治療全身燒傷時，被他毆打成重傷的廣告商老闆小紅威畢正好與他住在同間病房，對方在認出他的情形下向他表達關懷與同情，狄克森懊悔自己的所為而向其誠摯地道歉。而蜜兒芮德後來才知道，縱火燒毀看板的原來是自己的前夫，對狄克森被燒傷深感內疚。
狄克森傷癒離院後，在一次偶然的機會，在酒吧發現一名可疑的嫌犯，並用苦肉計取得對方DNA樣本。可是最後DNA鑑定證明對方並非殺害安琪拉的兇手，而該人在安琪拉被殺時亦身在外地。狄克森和蜜兒芮德雖然失望於這個嫌犯並非殺害安琪拉的真凶，卻肯定那人曾在國外用同樣手法姦殺其他女性，所以決定一起開車跨州到嫌犯的住所替天行道。
路上，蜜兒芮德坦承警局的火是她放的，但狄克森說除了她之外不可能有別人會做出這種事，他早已知道真相，兩人相覷一笑泯恩仇。兩人開始猶豫是否要殺死嫌犯，最後同意在旅途中慢慢做出决定。

## 演員
- 法蘭絲·麥杜雯 飾 蜜兒芮德·海斯（Mildred Hayes）[註 1]
- 伍迪·哈里森 飾 威廉·威洛比警長，「比爾」（Sheriff William Willoughby, 'Bill'）[10][註 2]
- 山姆·洛克威尔 飾 傑森·狄克森警官（Officer Jason Dixon）[註 3]
- 艾比·柯尼施 飾 安妮·威洛比（Anne Willoughby）
- 约翰·霍克斯 飾 查理·海斯，蜜兒芮德的前夫。（Charlie Hayes）
- 彼特·丁拉基 飾 詹姆斯（James）
- 卡賴伯·蘭里·瓊斯 飾 小紅·威畢（Red Welby）
- 凱瑞·康頓（Kerry Condon） 飾 潘蜜拉（Pamela）
- 達瑞爾·布里特-吉布森（Darrell Britt-Gibson） 飾 傑羅姆（Jerome）
- 盧卡斯·海吉斯 飾 羅比·海斯（Robbie Hayes）
- 柴爾柯·伊凡奈克（Željko Ivanek）飾 櫃檯警長（Desk Sergeant）
- 阿曼達·華倫（Amanda Warren）飾 丹妮絲（Denise）
- 凱瑟琳·紐頓 飾 安琪拉·海斯（Angela Hayes）
- 薩瑪拉·威明 飾 潘妮洛碧（Penelope）
- 克拉克·彼得斯（Clarke Peters）飾 阿伯克龍比警監（Chief Abercrombie）
- 布蘭登·薩斯頓（Brendan Sexton III） 飾 Crop-Haired Guy
- 桑迪·馬丁（Sandy Martin） 飾 傑森·狄克森的母親（Jason Dixon's Mother）

## 制作
2016年5月3日，有报道影片已在北卡罗来纳州的Sylva开拍。

## 評價
在第74届威尼斯影展上，影片获得了多家媒体的很高评价。《三块广告牌》在爛番茄上根據403條評論，持有90%的新鮮度，平均得分為8.5／10，網站影評家共識寫道：「《三块广告牌》巧妙地平衡了黑色喜劇與灼熱的戲劇 - 並在此過程中吸引了其資深演員的難忘表演」。Metacritic的得分為88分，代表「普遍讚譽」。
臺灣影評人聞天祥讚賞：「馬丁麥克唐納的編導功夫十分了得，他下了一堆性別、種族、宗教、外型、性向等嗆辣佐料，用憤怒和暴戾去燉煮，最終卻端出一鍋心靈雞湯。而這些實力派演員作為主菜，貌不驚人，演技內涵卻入木三分，反而更讓人回味無窮。」
截至2018年3月5日，全球入場觀賞人數高達四千五百萬人。
2018年，中国国家副主席王岐山告诉一批海外访客，他透過观看该电影来了解川普选民。。2023年8月，本片在爛番茄整理「2010年代最佳50部喜劇」的排行榜，位居第8名。

## 現實影響
受電影中廣告牌啟發的標誌已被世界各地的許多團體用於抗議活動。馬丁·麥多納與法蘭西絲·麥朵曼亦對此做出正面回應，麥多納稱「除了讓抗議者採用一部表達憤怒的電影之外，你別無所求」。麥朵曼則表示，「很高興全世界的激進分子，都受到了馬丁電影中的三個廣告牌佈景裝飾的啟發。」。
- 2018年2月3日，英國布里斯托市中心（英语：Bristol city centre）豎起了一幅壁畫，描繪了三個與電影中的廣告牌一樣的廣告牌，標語寫道「我們的國民保健署（簡稱NHS）快要瓦解了」、「仍然沒有更多資金」、「怎么會這樣，梅伊女士」。這個廣告牌由名為「斯托克斯克羅夫特與保護國民保健署人民共和國」(英語：People's Republic of Stokes Croft and Protect Our NHS)的團體所裝設，用來抗議所謂的國民保健服務私有化和一名15歲少女的死亡，驗屍官將後者的死亡歸因於缺乏NHS國民保險資源和護理造成的疏忽。[22]。

- *2018年2月15日，為了應對格伦费尔塔火灾而成立的宣導組織「Justice4Grenfell」特別雇用三輛帶有電子屏幕的貨車，以抗議去年6月人們認為政府對火災沒有採取任何行動[23] ，貨車在倫敦周圍行駛，並以電影中廣告牌的風格顯示「71 人死亡」、「仍然沒有被捕？」、「怎麼會這樣？」的字幕訊息[24]。